# Лез-Англь-сюр-Коррез
Лез-Англь-сюр-Корре́з (фр. Les Angles-sur-Corrèze, окс. Los Angles) — коммуна во Франции, находится в регионе Лимузен. Департамент — Коррез. Входит в состав кантона Тюль-Кампань-Сюд. Округ коммуны — Тюль.
Код INSEE коммуны — 19009.
Коммуна расположена приблизительно в 400 км к югу от Парижа, в 75 км юго-восточнее Лиможа, в 6 км к северо-востоку от Тюля.

## Население
Население коммуны на 2008 год составляло 101 человек.
| 1962 | 1968 | 1975 | 1982 | 1990 | 1999 | 2008 |
| ---- | ---- | ---- | ---- | ---- | ---- | ---- |
| 72   | 72   | 66   | 94   | 111  | 108  | 101  |

## Экономика
В 2007 году среди 69 человек в трудоспособном возрасте (15—64 лет) 54 были экономически активными, 15 — неактивными (показатель активности — 78,3 %, в 1999 году было 70,8 %). Из 54 активных работали 51 человек (25 мужчин и 26 женщин), безработных было 3 (1 мужчина и 2 женщины). Среди 15 неактивных 4 человека были учениками или студентами, 8 — пенсионерами, 3 были неактивными по другим причинам.